# Ústrašín
Ústrašín är en ort i Tjeckien.   Den ligger i regionen Vysočina, i den centrala delen av landet, 100 km sydost om huvudstaden Prag. Ústrašín ligger 562 meter över havet och antalet invånare är 193.
Terrängen runt Ústrašín är platt. Runt Ústrašín är det ganska tätbefolkat, med 65 invånare per kvadratkilometer. Närmaste större samhälle är Pelhřimov, 6,7 km nordost om Ústrašín. Omgivningarna runt Ústrašín är en mosaik av jordbruksmark och naturlig växtlighet.